# Mohammadu Maccido
Ibrahim Muhammadu Maccido dan Abu Bakar (20 avril 1926,, - 29 octobre 2006) est le 19e sultan de Sokoto (entre le 20 avril 1996, jusqu'à sa mort en 2006), le chef de l'État de Sokoto dans le nord du Nigéria, et à la tête du Conseil suprême national nigérian des affaires islamiques. 

## Biographie
En tant que Sultan de Sokoto, il était considéré comme le guide spirituel de 70 millions de musulmans du Nigéria, environ 50 pour cent de la population du pays.
Il est décédé lors de l'accident d'avion du vol 53 ADC Airlines survenu au Nigeria le 29 octobre 2006.